# Mohan Khan
Mohan Khan (ur. 6 września 1991 w Bandarbanie) – banglijski lekkoatleta, sprinter.
Nie przeszedł eliminacji w biegu na 100 metrów (uzyskał czas 11,31) na mistrzostwach Azji (2011).
Podczas igrzysk olimpijskich w Londynie (2012) odpadł w preeliminacjach na 100 metrów z wynikiem 11,25.